# Pjasinomeer
Het Pjasinomeer (Russisch: озеро Пясино; [ozero Pjasino]) is een glaciaal meer in de Russische kraj Krasnojarsk in het zuidwesten van het Noord-Siberisch Laagland op ongeveer 20 kilometer van de mijnbouwstad Norilsk en ongeveer 320 kilometer ten noorden van de noordpoolcirkel. De kusten rond het meer lopen langzaam op en zijn op sommige plaatsen moerassig. Het meer bevriest begin oktober en blijft bevroren tot eind juni, begin juli. Het meer wordt vooral gevoed door het riviertje de Norilka. In het meer ontstaat de rivier Pjasina. Het meer is rijk aan vis.